# 照片集

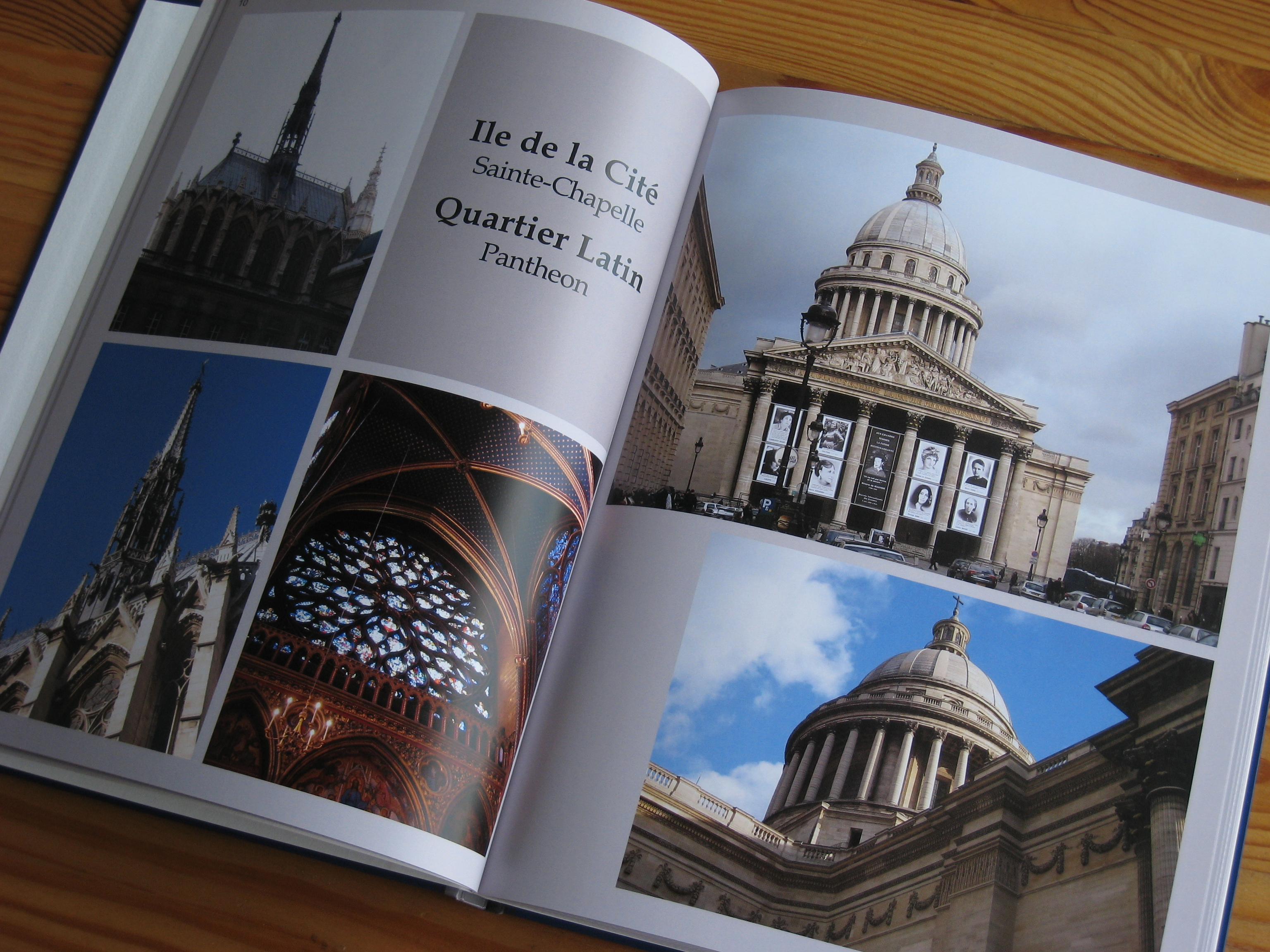
以建築物為主題拍攝的寫真集

照片集又稱寫真集，是以照相機或者智能手機拍攝的人物及各地民俗的相片編輯而成的書籍和印刷品。隨着數碼技術的發展，亦有收錄於光碟或以其他媒體方式呈現的相片集。

## 歷史
1844年，英國人威廉·福克斯·塔尔博特以其發明的卡羅法製作的《自然的筆跡》照片集（The Pencil of Nature；暫譯）。《自然的筆跡》於1844年至1846年期間分為六個分冊出版，合共二十四張相片。由於當時的銷情並不理想，故此只有六個分冊。現存完整的《自然的筆跡》大約有十五本。
1938年，美國攝影師維可·艾文斯（Walker Evans）的個人攝影展在紐約現代藝術博物館舉行，是歷史上第一個在博物館舉行的個人攝影展。而當時的場刊《Walker Evans: American Photographs》收錄了攝影展中的所有照片並經過編輯及出版，場刊被譽為「現代攝影集」的開端。
1952年，法國攝影師亨利·卡蒂爾-布雷松拍攝的照片集《Images à la sauvette》（英文版譯名為《The Decisive Moment》）出版，當中收錄亨利·卡蒂爾於世界各地拍攝的126張照片。
1955年，愛德華·史泰欽在美國紐約市現代藝術博物館舉辦的團體攝影展《四海一家》（The Family of Man；暫譯），展出一共503張來自68個國家的273名攝影師的作品。其後史泰欽的姐夫卡爾·山伯格（Carl Sandburg）將展出的照片輯錄成與攝影展同名的照片集，其編輯方式對日後照片集製作有極大影響。

## 辭義

### 中文的辭義
中國對於「寫真」一詞的含義：
- 人物的圖像

宋代王安石所著胡笳十八拍十八首之八：「死生難有卻回身，不忍重看舊寫真，暮去朝來顏色改，四時天氣總愁人。」
- 繪畫圖像

北齊的顏之推所著顏氏家訓收錄的雜藝：「武烈太子偏能寫真，坐上賓客隨宜點染，即成數人。」
土風錄卷十四，遺像曰真：「今稱祖先遺像曰真，描寫遺容曰寫真。」
- 據事如實描寫

南朝梁的劉勰所著文心雕龍收錄的情采：「為情者要約而寫真，為文者淫麗而煩濫。」

### 日文的辭義
日文的「寫真」一詞的含義：
- 攝影
- 相片

## 寫真集

### 日本的裸體照片集
早在1971年，日本女演員加賀真理子推出的照片集《私生活》（攝影：立木義浩，每日新聞社出版），成為日本的第一本裸體照片集。但基於當時日本的執法部門把顯示陰毛（不論男女）的相片或映像一律定為淫褻物品，並列為非法物品。因此直至1980年代，除了非法出售的刊物，基本上裸體照片集都沒有收錄模特兒顯示陰毛的相片。
其後，在1970年代末期，當時替少女拍攝裸照而著名的日本女攝影師清岡純子，以「模特兒仍未長出陰毛」為理據，拍下不少少女模特兒展示下體的相片並出版照片集（日本於1999年訂立的「兒童保護法」中，已將一切未滿18歲的裸體映像列為非法物品）。
1980年代，日本雜誌《寫真時代》開始刊載少數展示陰毛的相片，因此而引起了執法部門的注意。1984年，美國攝影師羅伯特·梅普爾索普（Robert Mapplethorpe）拍攝的照片集《Lady, Lisa Lyon》，當中雖然收錄了女性模特兒展示陰毛的相片，但亦在日本以藝術攝影的名義出版。其後，日本雜誌《BRUTUS》自1985年起推出特集《裸之絕對溫度》，繼續以藝術攝影的名義刊登展示陰毛的照片集。
把情況彻底改變的是由日本攝影師篠山紀信替樋口可南子拍攝的照片集《Water Fruit》，寫真集中有數幅展示陰毛的相片；不過於1991年2月出版後，日本的執法部門並沒有採取任何行動。業界抓緊這個先例紛紛出版展示陰毛的照片集，而有關的法律亦達到解禁的地步。1991年秋天，宮澤梨繪推出的裸體照片集《Santa Fe》，銷量達到150萬本，更是把日本的裸體照片集帶到全盛時期。

### 藝人照片集
「寫真集」一詞的中文語源來自於日文對照片（写真，源自中國古代「寫真」一詞）的稱呼。根據日文的原意，寫真集的題材可是人物、動植物、建築物、風景、寶石或天體等等。
寫真集一詞自1980年代傳入香港後，曾有前港姐鄭文雅、女演員王小鳳及惠英紅拍攝出版全裸藝術寫真；當時寫真集在香港只代表女性的「裸體照片集」，甚至與一般色情刊物無異。基於香港及台灣兩地深受日本文化影響，不少香港及台灣演藝界女藝人在1990年代紛紛以一般藝人相片出版寫真集。久而久之，寫真集一詞在中文的定義亦漸漸變成由藝人擔當模特兒的「藝人照片集」，並無是否裸體之分。
在藝人的人像照片以外的題材，收錄其他攝影主題的相片出版物，仍稱為「照片集」、「相片集」或「攝影集」；而在日本則均稱。

### 與西方之間的差異
寫真集普遍翻譯成英語Photobook；在日本則採用英語Gravure（英語Photogravure的簡稱，常用於雜誌及「照片集」的印刷方法）一詞。而寫真集模特兒亦慣稱為Guradoru，Guradoru一詞源於英語Gravure Idol。
寫真集（指由藝人擔當模特兒的照片集）在西方可謂不成氣候；除了美國女歌手麥當娜於1992年推出的《Sex》外，並未有其他較為矚目的西方藝人照片集。雖然在西方市場上，亦有不少以个人写真像攝影為主題的相片集，但基於西方根深柢固的傳統閱讀文化之下，民眾傾向購買圖文並茂、資訊豐富的專題雜誌。而且不少西方女藝人都有為雜誌拍攝相片，甚至是為成人雜誌拍攝裸照。因此在消費者的立場，購買價格較低的雜誌更是一舉兩得。故此藝人照片寫真集在西方欠缺市場，發展亦遠遠不如日本。
然而，藝人照片的寫真集可說是由雜誌衍生而來，只是把雜誌的內文抽起，純粹把一定數量的相片編集而成，性質大致上跟雜誌無異，但卻省回不少人力資源（至少不需要編輯文字）。由此可見，出版寫真集的成本未必比雜誌高出很多，但寫真集的價格卻是雜誌的十多倍，出版商從中所賺取的利潤也相對倍增。加上追星族對偶像的追捧，隨而造成寫真集在日本、香港及台灣等漢字文化圈地區大量出版。